# 向語潔
向語潔（1972年5月30日—），台灣女演員、製作人。原名是向麗雯，為求運而改名。自2012年1月與金融業的林超驊結婚後，已淡出螢光幕。

## 電視劇
| 年度   | 播出頻道               | 劇名                       | 飾演        |
| 2001年 | 台視主頻道             | 逆女                       | 配角·莊美琦 |
| 2002年 | 公視主頻道             | 螢火蟲的寓言               |             |
| 2003年 | 公視主頻道             | 我倆沒有明天               |             |
| 2003年 | 台視主頻道             | 心動列車                   |             |
| 2003年 | 客家電視台             | 老嫩大細                   |             |
| 2004年 | 東森綜合台             | 老婆大人                   |             |
| 2004年 | 衛視中文台             | 第8號當鋪                  | 配角·李佩珊 |
| 2005年 | 東森戲劇台             | 哈啦教父                   |             |
| 2005年 | 中視無線台             | 白色巨塔                   |             |
| 2005年 | 三立台灣台             | 金色摩天輪                 | 配角·孫凱莉 |
| 2005年 | 大愛電視台             | 《大愛劇場》阿桃           |             |
| 2005年 | 華視主頻道             | 聽不到的戀人               |             |
| 2005年 | 八大戲劇台             | 燃燒天堂                   |             |
| 2005年 | 東森戲劇台             | 孽海情天                   |             |
| 2006年 | 公視主頻道             | 《人生劇展》我家有張協商桌 | 主角·小芸   |
| 2007年 | 華視主頻道             | 超級拍檔                   |             |
| 2008年 | 三立都會台             | 敗犬女王                   | 客串·林老師 |
| 2008年 | 華視主頻道             | 開封有個包青天             |             |
| 2008年 | 華視主頻道             | 歡喜來逗陣                 | 配角·李曉萍 |
| 2009年 | 中視無線台             | 閃亮的日子                 | 配角·黃秀英 |
| 2009年 | 八大綜合台             | 海派甜心                   | 配角·薛沛   |
| 2010年 | 八大綜合台             | 呼叫大明星                 | 配角·何小姐 |
| 2010年 | 台視主頻道             | 飯糰之家                   | 配角·廖美美 |
| 2010年 | 台視主頻道             | 我的完美男人               | 客串·相親女 |
| 2011年 | 大愛電視台             | 《大愛劇場》我愛美金       | 配角.淑琴   |
| 2011年 | 大愛電視台             | 《人間渡系列》當愛來敲門   | 劉曉雲      |
| 2012年 | 華視主頻道、八大綜合台 | 給愛麗絲的奇蹟             | 陳海娜      |
| 2012年 | 公視主頻道             | 你是春風我是雨             | 賴永玲      |

## 電影
| 年度   | 片名                                                   | 飾演 |
| 2010年 | 《實習大明星》（劉國昌導演，大夏數位傳播有限公司出品） |      |
| 2003年 | 《猴死囝仔》（朱延平導演，延平影業有限公司）           |      |
| 2000年 | 《純屬意外》（洪智育導演，吳念真影像文化公司）         |      |

## 主持
| 年度           | 播出頻道   | 節目名           | 備註         |
| 1999年至2001年 | 台北TV     | 《台北筆記新聞》 | 主播兼製作人 |
|                | 東森電影台 | 《上影一族》     | 主持人       |
| 2009年         | 客家電視台 | 《客氣什麼呀》   | 主持人       |

## 獎項紀錄
| 年份   | 頒獎典禮        | 獎項       | 作品     | 角色 | 結果 |
| ------ | --------------- | ---------- | -------- | ---- | ---- |
| 2000年 | 第3屆台北電影獎 | 最佳新演員 | 純屬意外 | 麗雯 | 獲獎 |